# قرار مجلس الأمن التابع للأمم المتحدة رقم 2074
قرار مجلس الأمن التابع للأمم المتحدة رقم 2074، المتخذ بالإجماع في 14 نوفمبر 2012م.

## روابط خارجية
- نص القرار في undocs.org